# Pacífico (Metropolitano)
La estación Pacífico es una estación intermedia del Metropolitano en la ciudad de Lima. Está ubicada en la intersección de la avenida Túpac Amaru con la avenida El Pacífico en una zona disputada entre los distritos San Martín de Porres e Independencia.

## Características
La estación está en superficie, tiene dos plataformas para embarque de pasajeros y un ingreso en el lado norte que está conectado con las aceras a través de un puente peatonal accesible para personas con movilidad reducida. Dispone de máquinas de autoservicio y taquilla para la compra y recarga de tarjetas.
Próximo a la estación se encuentra Megaplaza Lima Norte , uno de los centros comerciales más importantes de la zona norte de la ciudad.

## Servicios
La estación es atendida por los siguientes servicios:
| Servicio troncal | Indicador  | Lunes a viernes | Lunes a viernes | Sábado        | Domingo       |
| Servicio troncal | Indicador  | Norte a Sur     | Sur a Norte     | Sábado        | Domingo       |
| ---------------- | ---------- | --------------- | --------------- | ------------- | ------------- |
| Regular          | Regular A  | 05:00 - 23:00   | 05:00 - 23:00   | 05:00 - 23:00 | 05:00 - 22:00 |
| Regular          | Regular B  | 10:00 - 23:00   | 10:00 - 23:00   | 05:00 - 23:00 | 05:00 - 22:00 |
| Regular          | Regular D  | 05:00 - 10:30   | 05:00 - 10:30   | Sin Servicio  | Sin Servicio  |
| Expreso          | Expreso 11 | 05:00 -10:00    | Sin Servicio    | Sin Servicio  | Sin Servicio  |